# Wola Grabska (Grabie)
Wola Grabska – część wsi Grabie w Polsce położona w województwie małopolskim, w powiecie bocheńskim, w gminie Łapanów.
W latach 1975–1998 Wola Grabska należała administracyjnie do województwa tarnowskiego.